# Ribeira Peixe
Ribeira Peixe ist ein Ort im Distrikt Caué auf der Insel São Tomé im Inselstaat São Tomé und Príncipe. 2012 wurden 503 Einwohner gezählt.

## Geographie
Der Ort liegt an der Südküste von São Tomé, ca. 8 km nordöstlich von Porto Alegre.